# شيهميات الشكل
شيهميات الشكل (الاسم العلمي: Hystricomorpha) هي تحت رتبة من الحيوانات تتبع رتبة القوارض من الزغبيات

## التصنيف
- دون رتبة شيهميات الفك
  - الكابيائية